# Raffaele Postiglione
Raffaele Postiglione (Napoli, 26 novembre 1818 – Napoli, 22 febbraio 1897) è stato un pittore italiano, esponente napoletano del Neoclassicismo d'accademia.

## Biografia
Nacque nel 1818 a Napoli da una famiglia povera. Fin da giovanissimo mostrò grande abilità nel disegno, tanto da essere ammesso all'Accademia, dove seguì i corsi di Costanzo Angelini. Vinse un pensionato borbonico che gli permise di trascorrere degli anni a Roma, dove poté studiare le opere dei grandi maestri del Cinquecento e dove poté entrare in contatto con un vivacissimo mercato d'arte che gli permise di indirizzare alcune sue opere nelle mani di committenti stranieri. Successivamente tornò a Napoli, dove nel 1851 concorse per la cattedra di disegno, vinta da Giuseppe Mancinelli, che però lo chiamò come collaboratore insieme a Giovanni Salomone. Proprio gli ultimi anni dei Borbone sul trono di Napoli furono i migliori della sua carriera, soprattutto grazie alla stima che ebbe verso di lui il sovrano Ferdinando, il quale gli commissionò opere per siti prestigiosi come la Basilica di San Francesco da Paola, il Duomo di Gaeta e la Reggia di Caserta (dove si trovano più dipinti di sua mano, tra i quali va citato per la particolarità "iconografica" il vastissimo quadro - databile al 1859-1860 - raffigurante La Serie dei Re di Napoli). Nel 1861 divenne il titolare della cattedra di disegno; tuttavia la deposizione dei Borbone, ai quali era indissolubilmente legato, ad opera dei Savoia e l'affermazione di correnti artistiche alternative al sempre più stanco neoclassicismo d'accademia lo posero a lungo andare in una posizione artistica marginale. Partecipò ad alcune esposizioni della Società promotrice di Belle Arti di Napoli, ma senza riscontrare il successo di un tempo. Morì nella sua città il 22 febbraio del 1897.
La sua famiglia fu una delle tante che caratterizzarono la pittura napoletana dell'800 (si ricordano tra le più famose, oltre ai Postiglione, i Gigante, i Carelli, i Fergola e i Maldarelli): infatti, anche il fratello Luigi e i suoi due figli Salvatore e Luca intrapresero la medesima carriera.

## Opere
- Il Perdono di Giacobbe (tela, 1848), Museo Nazionale di Capodimonte
- Il Martirio di Santa Caterina (tela, 1853), Duomo di Gaeta
- Serie dei Re di Napoli (tela, 1859-1860), Reggia di Caserta
- Adorazione dei Magi e Presentazione al Tempio (tele), Basilica reale pontificia di San Francesco di Paola
- Beato Paolo della Croce al cospetto di Pio IX (tela), Reggia di Caserta
- Cristo alla Colonna (tela), Reggia di Caserta
- La Predica di San Paolo, San Pietro che battezza il centurione (tele), Palazzo della Prefettura
- Ritratto di François-Adrien Boïeldieu (tela, 1875), Museo del conservatorio di San Pietro a Majella
- La Partenza di Coriolano (tela,1851), Museo Nazionale di Capodimonte, Napoli
- Cristo e la Maddalena (tela,), Galleria dell'Accademia, Napoli